# Luvaris imperialis
Luvaris imperialis là một loài cá biển dạng cá vược, loài còn sinh tồn duy nhất của chi Luvaris và họ Luvaridae. Nó có quan hệ họ hàng gần với các loài cá đuôi gai. Khi còn non, nó có một cặp gai gần cuống đuôi, giống như ở cá đuôi gai, nhưng chúng sẽ mất đi khi cá lớn lên.

## Phân loại
Họ Luvaridae theo truyền thống được xếp trong bộ Cá vược (Perciformes), nhưng những kết quả nghiên cứu phát sinh chủng loài gần đây của Betancur và ctv đã xếp nó trong bộ mới lập là Acanthuriformes.

## Đặc điểm
Là loài cá lớn với thân hình thuôn bầu dục, nó có thể dài tới 200 cm (79 in), mặc dù phần lớn không dài quá 152 cm (60 in). Trọng lượng lớn nhất đã từng ghi nhận cho loài này là 150 kg (330 lb). Nó có màu hồng và có phần trán lồi đặc trưng. Được tìm thấy trong các vùng nước từ bề mặt tới độ sâu 200 m (660 ft) trong khu vực ôn đới tới nhiệt đới của các đại dương trên toàn thế giới. Nguồn thức ăn chủ yếu của nó là sứa, sứa lược cùng các loại động vật phiêu sinh có thân mềm khác. Tại Hoa Kỳ, nó hiếm khi được tìm thấy trên các chợ cá, chỉ như là sản phẩm đánh bắt ngẫu nhiên, nhưng được đánh giá cao như một loại cá ngon.

## Các đơn vị phân loại tuyệt chủng
Một loài tuyệt chủng trong chi Luvaris và 2 chi tuyệt chủng khác chỉ được biết đến từ các hóa thạch có niên đại tới kỷ Paleogen. Nếu coi chi Kushlukia đã tuyệt chủng (đôi khi coi là thuộc họ đơn chi Kushlukiidae) cũng thuộc họ này thì họ có 3 chi tuyệt chủng. 
- Luvaris necopinatus (từ thành hệ Danata)
- Avitoluvarus (từ thành hệ Danata)
- Beerichthys (từ hệ động vật của thành hệ đất sét London)
- Kushlukia (đơn vị phân loại chị em của Luvaridae)